# 合方
合方（あいかた）または相方（あいかた）は日本音楽や日本舞踊における用語の一つ。日本音楽で用いる場合、楽曲の分類名として用い、日本舞踊で用いる場合は相手役、相手方を指して言う。
転じて漫才などにおける自身のコンビ役を指す言葉として用いられ、そこから恋人について相方と呼ぶこともある。

## 日本舞踊における合方
歌舞伎においては二人以上で踊る演目の準主役を合方と呼称する。浄瑠璃などでは舞を披露する太夫と組み、三味線を演奏する者を合方と称する。

## 日本音楽における合方
歌舞伎における黒御簾（下座音楽）において俳優の登場や退場などにあわせて演奏する唄を伴わない音楽を合方（相方）と呼称する。このような音楽の場合、「○○相方」などのように一般的に呼ばれるものの他に「対面三重」や「清仰」といった固有名詞を持つ合方も存在する。また、出囃子ではある程度以上の長さを備えた音楽的なまとまり部分（間奏部）を合方と呼び、「吾妻八景」や「鶴亀」といった標題がつけられる事が多い。